# كوغورو أكيتشي
كوغورو أكيتشي (باليابانية: 明智 小五郎) هو شخصية خياليي يابانية من ابتكار الكاتب "إيدوغاوا رانبو".
تُعد من أوائل وأشهر شخصيات المحققين في الأدب البوليسي الياباني. ظهر لأول مرة في عام 1925 في قصة "القاتل ذو السبع وجوه" (D-zaka no satsujin jiken)، وأصبح لاحقًا بطلًا لسلسلة من القصص والروايات البوليسية التي ألهمت أجيالًا من الكتاب وصناع الأفلام في اليابان.